# Entodon kungshanensis
Entodon kungshanensis är en bladmossart som beskrevs av Hu Ren-liang 1978. Entodon kungshanensis ingår i släktet Entodon och familjen Entodontaceae. Inga underarter finns listade i Catalogue of Life.